# Die Linke.SDS
Die Linke.SDS es una organización nacional alemana de alumnos universitarios y estudiantes socialistas, políticamente cercanos a los partidos políticos de la izquierda alemana, como el partido WASG, de Oskar Lafontaine y el Partido del Socialismo Democrático (PDS), una formación política heredera del Partido Socialista Unificado de Alemania (SED), formación gobernante de la antigua República Democrática Alemana. El 16 de junio de 2007, el PDS y el WASG se fusionaron en un nuevo partido conjunto llamado Die Linke ("La Izquierda") y la liga estudiantil Die Linke.SDS se convirtió en su rama estudiantil. 
La organización estudiantil es legalmente independiente, pero es muy cercana ideológicamente a Die Linke y también es un grupo de trabajo de su rama juvenil Linksjugend solid. La liga de estudiantes se fundó el 5 de mayo de 2007, el cumpleaños de Karl Marx, en Fráncfort del Meno. El nombre SDS también es una referencia a la antigua Sozialistischer Deutscher Studentenbund (SDS), la Federación Socialista Alemana de Estudiantes que estuvo activa durante las protestas estudiantiles de los años sesenta en Alemania Occidental.